# Фабрици, Франко
Фра́нко Фабри́ци (итал. Franco Fabrizi; 15 февраля 1916, Кортемаджоре, Пьяченца, Италия — 18 октября 1995, там же) — итальянский актёр театра и кино.

## Биография
Родился в семье парикмахера и кассира. В 1947 году дебютировал на театральной сцене, а в 1950 году — в кино («Хроника любви»). Признание актёру принесла роль в картине «Маменькины сынки». Снимался в фильмах Федерико Феллини, Микеланджело Антониони, Лукино Висконти, Дино Ризи, Луиса Гарсии Берланги, Марко Феррери, Пьетро Джерми, Луиджи Дзампы и других. Играл разнохарактерные роли, часто эпизодические. Снимался на телевидении. Умер от рака.

## Избранная фильмография

### Актёр
- 1950 — Хроника любви / Cronaca di un amore — Fashion show presentator
- 1952 — Легенда Женевьевы / La leggenda di Genoveffa
- 1952 —  / La donna che inventò l'amore
- 1952 —  / Eran trecento — Pisacane
- 1952 —  / Carica eroica — капитан Франки
- 1952 — Девушки на выданье / Ragazze da marito — Клаудио Фортис
- 1953 —  / La prigioniera della torre di fuoco
- 1953 — Маменькины сынки / I vitelloni — Фаусто Моретти
- 1953 —  / Il sacco di Roma — Fanfulla Da Lodi
- 1954 — Вернись! / Torna! — Джакомо Марини
- 1954 — Раба греха / La schiava del peccato — Карло
- 1954 — Вечная песня любви / Nel gorgo del peccato — Филиппо
- 1954 — Римлянка / La romana — Джино
- 1954 — Люди-торпеды / Siluri umani — Антонио
- 1954 — Прощайте, мои милые дамы! / Addio, mia bella signora! — Марко
- 1955 — Водоворот / Vortice — Viaggiani
- 1955 — Подруги / Le amiche — архитектор Чезаре Педони
- 1955 — Мошенничество / Il bidone — Роберто
- 1955 — Римские рассказы / Racconti romani — Альваро Латини
- 1956 — Камилла / Camilla — Джанни
- 1956 — Калабуч / Calabuch — Лангоста
- 1956 — Пока, молодёжь! / Noi siamo le colonne — Альдо
- 1956 —  / Peccato di castità
- 1957 — Ночи Кабирии / Le notti di Cabiria — Джорджо
- 1957 — Кто знает... / Sait-on jamais... — Бузетти
- 1957 —  / Una pelliccia di visone — Франчипане
- 1957 — Меня может убить каждый / Tous peuvent me tuer — Карл Герман
- 1957 — Мужья в городе / Mariti in città — Альберто
- 1958 —  / È arrivata la parigina — Ник
- 1958 —  / Adorabili e bugiarde — Джеронти
- 1958 — Tрoицa / Le dritte — Амлето Беттини
- 1958 — Летние рассказы / Racconti d'estate — Сандро Моранди
- 1958 — Опасные жёны / Mogli pericolose — Бруно
- 1958 — Женщина — сенсация дня / La donna del giorno — Альдо
- 1958 — Даже ад трепещет / Anche l'inferno trema
- 1958 — Прощай навсегда! / Addio per sempre! — Мике
- 1959 — Свидетель в городе / Un témoin dans la ville — Lambert - le radio-taxi de nuit
- 1959 — Лазурный берег / Costa Azzurra — Никола Феррара
- 1959 — Моралист / Il moralista — Джованни
- 1959 — Ночи Лукреции Борджиа / Le notti di Lucrezia Borgia — Чезаре Борджиа
- 1959 — Операция «Чёрная капелла» / Geheimaktion schwarze Kapelle — граф Росси
- 1959 — Проклятая путаница / Un maledetto imbroglio — Массимо Вальдарена
- 1959 — Сюрпризы любви / Le sorprese dell'amore — Баттиста
- 1960 — Родители в голубых джинсах / I genitori in Blue-Jeans — Джанни
- 1960 — Улица Маргутта / Via Margutta — Джозуэ
- 1960 —  / Le svedesi — Франко
- 1961 —  / La moglie di mio marito — Джорджо Интерман
- 1961 — Ничтожество / Il relitto — Руди Веронесе
- 1961 — Колодец трёх истин / Le puits aux trois vérités — Филип Гербуа
- 1961 — Горации и Куриации / Orazi e Curiazi — Curazio
- 1961 — Трудная жизнь / Una vita difficile — Франко Симонини
- 1962 — Летнее воскресенье / Una domenica d'estate
- 1962 —  / Il criminale — L'uomo snob
- 1962 — Дворец Копакабана / Copacabana Palace
- 1962 — Четыре ночи в Альбе / Quattro notti con Alba — лейтенант Дзеккини
- 1963 — Обычные грабители в Милане / I soliti rapinatori a Milano — Франко
- 1963 — Ураган на Цейлоне / Das Todesauge von Ceylon — Мануэль Да Коста
- 1963 — Касабланка – гнездо шпионов / Noches de Casablanca — барон Макс фон Штауффен
- 1963 — Американская крыса / Le rat d'Amérique
- 1963 — Депутаты / Gli onorevoli — Роберто Чикконетти
- 1963 — Другая женщина более красива / La donna degli altri è sempre più bella — Паоло (эпизод «Bagnino lover»)
- 1963 — Командир / Il comandante — Сандрелли
- 1964 — Чудаки / I maniaci — Stipa, the Insolent Employee (эпизод «Lo sport»)
- 1965 — Комплексы / I complessi — Франческо Мартелло (эпизод «Guglielmo il Dentone»)
- 1965 — Я её хорошо знал / Io la conoscevo bene — Паганелли
- 1965 — Дамы и господа / Signore & signori — Лино Бебедетти
- 1965 — Отлив / Le reflux
- 1966 — Загадочный синьор Ван Эйк / El misterioso señor Van Eyck
- 1966 — Вопрос чести / Una questione d'onore — Эджидио Порку
- 1966 — Зимние каникулы / Vacanze sulla neve
- 1966 — Почтальон уходит на войну / Le facteur s'en va-t-en guerre — Ритони
- 1966 —  / Che notte, ragazzi! — доктор Луис
- 1967 —  / Le vicomte règle ses comptes — Рамон
- 1967 —  / Bang Bang — Марио Раффаелли
- 1967 — Нежные синьоры / Le dolci signore — любовник Луизы
- 1968 — Маленький купальщик / Le Petit baigneur — Марчелло Каччьяперотти
- 1968 — Миллионы Мадигана / Madigan's Millions — Кондон
- 1968 — Да, синьор / Sissignore — шофёр
- 1968 — Сатирикон / Satyricon — Ascilto
- 1970 — Человек-оркестр / L'homme orchestre — Франко Буццини
- 1970 — Журавль в небе / La torta in cielo
- 1970 — Каштаны хорошие / Le castagne sono buone — Бернарди
- 1971 — Смерть в Венеции / Morte a Venezia — парикмахер
- 1971 — Хороший Рим / Roma bene — Нино Раппи
- 1971 — Провинциалка / Il provinciale — Коломбо
- 1971 — Комната 17–17, финансовое учреждение, налоговый отдел / Stanza 17-17 palazzo delle tasse, ufficio imposte — Prince Gondrano Pantegani del Cacco
- 1972 —  / Padella calibro 38 — Фернанд
- 1972 — Отдел исполнения наказаний / La polizia ringrazia — Франческо Беттарини
- 1972 — Злоупотребление властью / Abuso di potere — Commissioner Resta
- 1972 — Охота на человека / La mala ordina — Морони
- 1973 — Синьора в состоянии принуждения / La signora è stata violentata — фотограф
- 1973 — Не трогай белую женщину / Touche pas à la femme blanche — Том
- 1973 — Брось якорь перед новым поворотом / Ancora una volta prima di lasciarci — Марко
- 1974 — Синьора, позвольте мне стать вашей дочерью / Permettete, signora, che ami vostra figlia — Франко Де Роза
- 1974 — Генерал спит стоя / Il generale dorme in piedi — полковник Бельтрами
- 1974 — Полиция просит помощи / La polizia chiede aiuto — Бруно Палья, фотограф
- 1974 — Герой / L'eroe (ТВ)
- 1975 — Полиция в замешательстве / La polizia ha le mani legate — Луиджи Бальсамо
- 1975 — Убийства в ночном поезде / L'ultimo treno della notte — пассажир поезда
- 1975 — Акт агрессии / L'agression — Соге
- 1975 — Уважаемые люди / Gente di rispetto — доктор Сангуэдольче
- 1975 —  / La verginella
- 1977 — Интересное положение / Stato interessante — Гаэтано Ла Моника
- 1978 — Швейцарское дело / L'affaire Suisse — Поскетти
- 1979 — Мотор! / Action — продюсер
- 1981 — Хабиби, любовь моя / Habibi, amor mío
- 1984 — Порядочный скандал / Uno scandalo perbene — граф Гварьенти
- 1984 — Аврора / Qualcosa di biondo — Гуэльфо (ТВ)
- 1984 — Подай на меня в суд / Mi faccia causa
- 1985 — Джинджер и Фред / Ginger e Fred — ведущий телешоу
- 1985 — Муссолини и я / Mussolini and I — Наварра (мини-сериал)
- 1986 — Универмаг / Grandi magazzini — Miliardario gay sulla barca
- 1986 — Бездумный Джованни / Giovanni Senzapensieri
- 1987 —  / Ellepi (ТВ)
- 1988 — Чертёнок / Il piccolo diavolo — Prete
- 1989 —  / Un uomo di razza — Радамес
- 1991 — 1996 — Юноши у стены / I ragazzi del muretto — Манрико (сериал)
- 1992 — Рикки и Барабба / Ricky e Barabba — Сальветти

## Награды
- 1955 — Хрустальная звезда в номинации «Лучший иностранный актёр» («Маменькины сынки»)
- 1986 — премия «Давид ди Донателло» за лучшую мужскую роль второго плана («Джинджер и Фред»)